# Heur-le-Tiexhe
«  Heur » redirige ici. Ne pas confondre avec Heure.
Heure-le-Tixhe, ou Heur-le-Tiexhe, (Diets-Heur en néerlandais) est un village de Hesbaye, dans le sud de la province du Limbourg, en Belgique et une section de la ville et commune de Tongres-Looz située en Région flamande. C'était une commune à part entière avant la fusion des communes de 1971.

## Toponymie
Tixhe, qui en wallon signifie thiois, fait la distinction avec Heure-le-Romain, située juste à côté, par-delà la frontière linguistique.

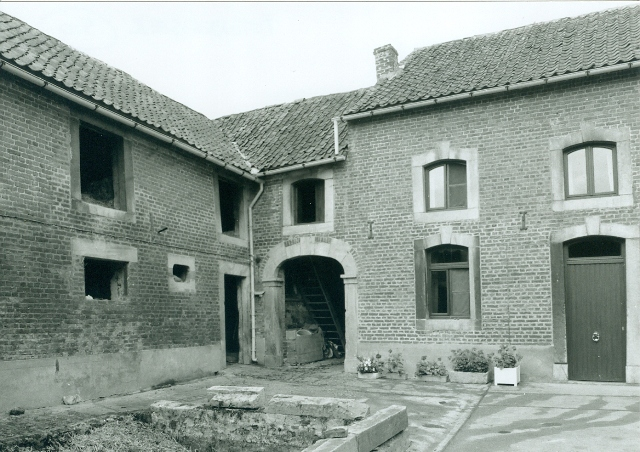
Ancienne ferme classée au 'patrimoine national', à Heure-le-Tixhe

### Parallèles
On constate des doublés semblables dans d'autres régions du pays. Ainsi: 
- Meix-le-Tige (le germanique) et Meix-devant-Virton (le roman) en province du Luxembourg
- Audun-le-Tiche (le germanique) et Audun-le-Roman (le roman) en Moselle et Meurthe-et-Moselle (France)

## Démographie

### Évolution démographique
- Sources : INS, Rem. : 1831 jusqu'en 1961 = recensements[6].